# Зозулі (фільм, 1930)
«Зозулі» (англ. The Cuckoos) — американський комедійний мюзикл Пола Слоуна 1930 року.

## У ролях
- Берт Вілер — Горобець
- Роберт Вулсі — професор Каннінгем
- Дороті Лі — Аніта
- Джобіна Гоуланд — Фанні Ферст
- Г'ю Тревор — Біллі Шеннон
- Джун Клайд — Рут Честер
- Іван Лебедефф — Барон
- Маргарита Падула — Гіпсова Королева
- Мітчелл Льюїс — Джуліус
- Реймонд Морель — Гіпсова Сестра